# Stockett
Stockett – jednostka osadnicza w Stanach Zjednoczonych, w stanie Montana, w hrabstwie Cascade.